# Hugo Noth
Hugo Noth (* 1943 in Freiburg im Üechtland) ist ein Schweizer Akkordeonist.

## Karriere
Hugo Noth begann sein Studium 1964 in Trossingen bei Fritz Dobler. Später studierte er die Fächer Komposition und Instrumentation bei Helmut Degen und Bernhard Rövenstrunck. Von 1972 bis 2007 leitete Noth eine Akkordeonklasse an der Staatlichen Hochschule für Musik Trossingen. Er konzertierte und gab Kurse in Europa, den USA, Kanada, Russland und Südamerika.
Von 2008 bis 2013 hatte er einen Lehrauftrag für Akkordeon an der Hochschule für Musik und Theater München. Er produzierte vielfältige Schallplatten- und CD-Einspielungen sowie Rundfunkaufnahmen in Europa und Übersee und war Mitglied des Ensemble l’Itinéraire in Paris. Noth hat eine Vielzahl von Komponisten zu Solo- und Kammermusikwerken für Akkordeon angeregt, war beratend bei deren Erarbeitung und hat über 240 Uraufführungen gespielt. Er gilt als einer der wichtigsten Wegbereiter für die Anerkennung des künstlerischen Akkordeonspiels.
Seit 2021 unterhält er einen YouTube-Kanal namens Farben des Akkordeon, in dem er eigene Aufnahmen, aber auch Werke von bekannteren Akkordeonspielern wie Anne Marie Hölscher, Christine Paté, Andreas Nebl und Goran Kovačević der Öffentlichkeit zugänglich macht. Er ist ausserdem Gründer des Manuskripte-Archivs Akkordeon der Bundesakademie für musikalische Jugendbildung in Trossingen.

## Diskografie (Auswahl)

### Eigene Werke
- 1971: Ars Antiqua First Recital (mit Phoenix Woodwind Quintet of New York, Kaibala Records)
- 1973: Akkordeon 21: Hugo Noth (Hohner)
- 1978: Kammermusik mit Akkordeon (mit Hamburger Streichtrio, Hohner)
- 1981: Sonare (Verlag Neue Musik)
- 1981: Akkordeon (Hohner)
- 1982: Hugo Noth spielt Werke für Akkordeon (Hohner)
- 1989: Johann Sebastian Bach, Richard Romiti • Jaime Padrós • Isang Yun • Joachim Krebs (mit Gerhard Hamann, Aurophon)
- 1994: Deux poèmes de Konstantin Balmont : 1911 (mit Gail McGowan, Hector J. Guedes und Werner Taube, Hohner)
- 1995: François Couperin (Hohner)
- 1996: Suites de pieces (Domenico Scarlatti) (Hohner)
- 1996: Couleurs Teil 1 (mit James Creitz)
- 1999: Partitas / Johann Sebastian Bach (Wolfgang Layer)
- 2000: Chamber music / Uroš Rojko (mit James Creitz, Stefan Hussong & Yameda Mika, Col Legno)
- 2012: ... à l'âme de descendre de sa monture et aller sur ses pieds de soie ... / Klaus Huber (mit Walter Grimmer, Max Engel, Katharina Rikus. Michael Pattman & Hans-Peter Schulz, Neos Music)

### Beteiligungen
- ca. 1969: Accordion goes Classic: Les petits moulins (Philips)
- 1975: Madrigalchor Klaus Fischbach & Akkordeon Orchester: Akkordeon- und Chormusik (Hohner)
- 1976: Südfunk-Tanzorchester: 25 Jahre Erwin-Lehn-Orchester: das Jubiläumsalbum (MPS Records)
- 1980: Hamburger Streichtrio: Kammermusik mit Akkordeon (Hohner)
- 1984: Diether de la Motte: Fantasien (Hohner)
- 1996: Orpheus String Quartet: Jaime Padrós (Hohner)
- 1998: Sängergau Schwarzwald & Internationale Orchester-Akademie: Symphonie Nr. 9 in d-Moll / Ludwig van Beethoven (Wolfgang Layer)
- 2000: Musikhochschule Lübeck (Kammerorchester): Fiesta : Ballett für 2 Klaviere (Musikhochschule Lübeck)
- 2003: SWR Sinfonieorchester Baden-Baden und Freiburg: Donaueschinger Musiktage 1999 (Col Legno)
- 2012: LaSalle-Quartett & Auryn-Quartett: Friedhelm Döhl edition: sound of sleat - Winterreise - notturno (Hugo German Gaido)
- 2022: Katharina Rikus: Huber, Klaus: Vokalmusik. Auswahl (Neos Music)

## Notenblätter
- Game for two: Spiel für Akkordeon und Schlaginstrumente. Mit Siegfried Fink. Hamburg/London: Simrock 1974.
- Liebeserklärung für ein verkanntes Instrument : 6 Stücke für Akkordeon. Von Diether de la Motte. Kassel: Bärenreiter Verlag 1977 (Spieltechnische Einrichtung und Registrierung)
- Zwanzig Spielstücke für Akkordeon: nach europäischen Volks- und Kinderliedern.Stuttgart: Heinz Oettinger 1978.
- Drei Aphorismen : für 2 Akkordeons mit Manual 1 + 3 = Three aphorisms = Trois aphorismes. Von Clemens Kremer. Trossingen: Hohner 1979. (Einrichtung)
- Mosaic: für Akkordeon mit Manual 1 + 3. Von Franz Dobler. Trossingen: Hohner 1980. (Vorwort und Arrangeur)
- Aisthanomai: Suite ; für Akkordeon mit Manual 1 + 3. Trossingen: Hohner 1981
- Polnische Renaissancemusik. Trossingen: Hohner 1981
- Rondini : für Akkordeon mit Manual 1 + 3 = Hirundines. Von Jan Novák. Trossingen: Hohner 1981. (Einrichtung und Vorwort)
- Musica da camera für Blockflöte (Altblockflöte u. Bassblockflöte) und Akkordeon. Mit Hans-Martin Linde. Trossingen: Hohner 1981.
- 30 Stücke für das Akkordeon. Von Bernhard Rövenstrunck. Hefte 1–3. Hamburg: Trekel 1983. (Vorwort)
- Notturno. Mit Peter Jona Korn. Frankfurt: Hansen 1986.
- Ein Hauch von Unzeit 6. Mit Klaus Huber. Wiesbaden: Breitkopf und Härtel 1987.
- Von fernen Küsten : Akkordeon M III. Mit Jenő Takács. Wien: Universal Edition 1992.
- Sonare : für Blockflöten (Sopranino-, Alt- und Bassflöte) und Akkordeon oder für Klarinette und Akkordeon. Berlin: Verlag für neue Musik 1993.
- Für mich und mein Akkordeon. Mit Jenő Takács. Wien: Ludwig Doblinger 1994.
- Aisthanomai : Suite. Akkordeon (M III). Mainz: Matthias Hohner Verlag 2001.
- Zapateado : (1957/2003) / Jaime Padrós. Für Akkordeon solo eingerichtet von Hugo Noth. Werneck-Essleben: Edition Wunn 2004.
- Gebündelte Klänge: katalanisches Volksliederbuch : für Akkordeon Solo und Duo / Jaime Padrós ; bearbeitet von Hugo Noth. Esslben: Edition Wunn 2000